# Ballet blanco

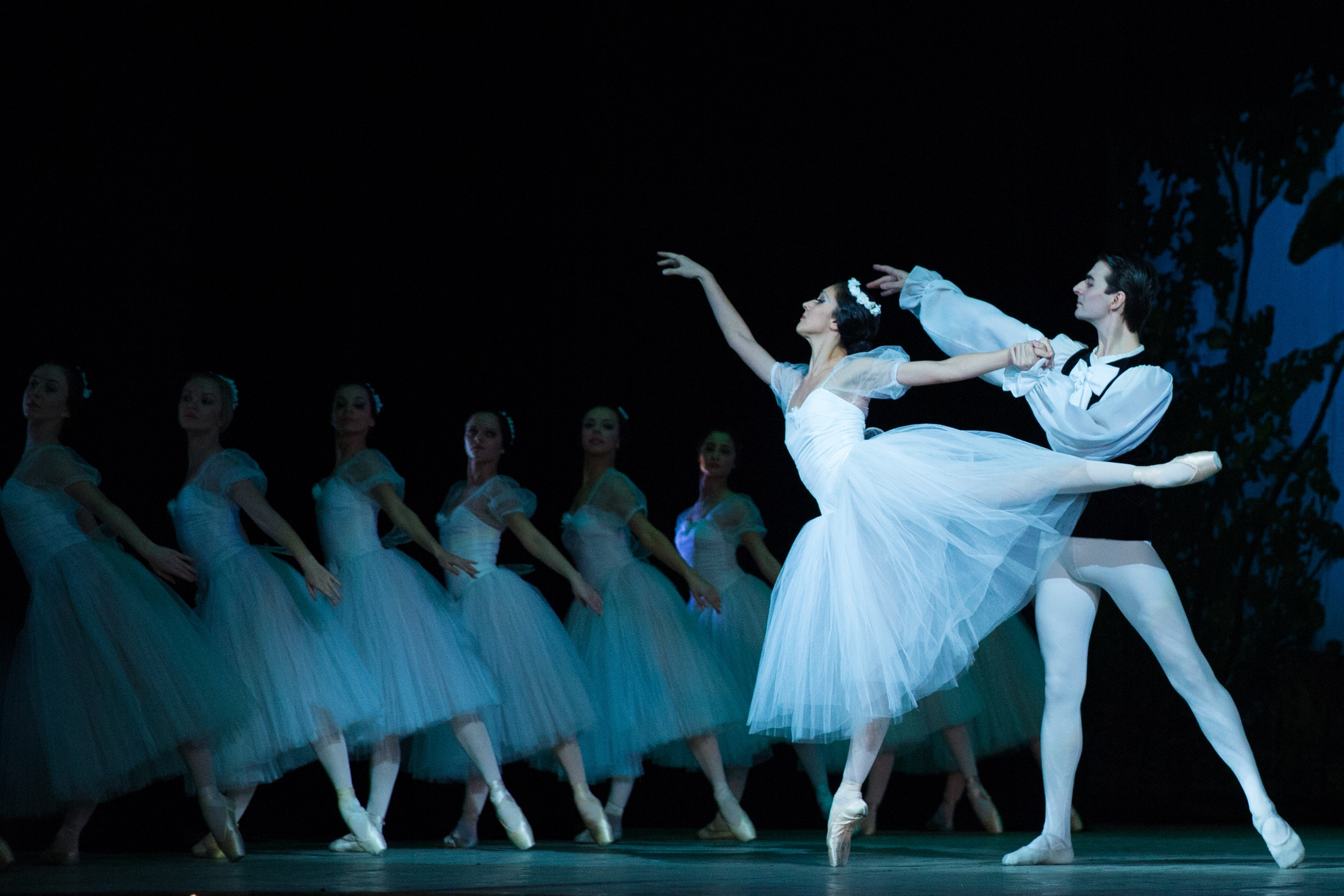
Escena de Las Sílfides

El ballet blanco (o ballet blanc dada su creación y auge en París) es una escena en la que se visten de blanco todas las integrantes del corps (“cuerpo” en francés, o sea cuerpo de baile, el equivalente del coro en el mundo de la danza). Desde los tiempos del ballet romántico estas escenas están pobladas por fantasmas, dríades, sílfides, hadas o criaturas por el estilo.
Sus razones de ser son dos: por un lado, el haber sido creado en pleno Romanticismo, y por el otro, la reciente invención de la técnica de baile en pointe (sobre las puntas de los pies), con la que el desplazamiento de las bailarinas producía un efecto etéreo y misterioso.
Entre los ejemplos más célebres se encuentran:
- la escena de las monjas muertas en Roberto el diablo (Francia, principios del siglo XIX),[4]
- el acto segundo de Giselle (Francia, principios del siglo XIX),[5]
- la escena del bosque en La sílfide (Francia, principios del siglo XIX),[6]
- el sueño de Ahmed en La Péri, historia tomada de Las mil y una noches (Francia, principios del siglo XIX),
- el fondo del río Nilo en el acto III de La hija del faraón (Rusia, finales del siglo XIX)
- el sueño del Quijote en el acto III de Don Quixote (Rusia, finales del siglo XIX)
- la entrada de las sombras en La bayadera (Rusia, finales del siglo XIX),
- las escenas de los claros de luna en El lago de los cisnes (Rusia, finales del siglo XIX),
- la escena única de Las sílfides, que no es más que un homenaje a todas las anteriores (Ballets russes en Francia, durante la belle époque),[7]
- la totalidad del Apolo Musageta, inspirado en la danza griega (Francia, principios del siglo XX).